# Billboard Rap Albums
Top Rap Albums é uma tabela musical americana criada pela revista Billboard para medir o desempenho de vendas dos álbuns de Rap

## Historia
A tabela foi criada em 13 de novembro de 2004, o primeiro álbum a alcançar a primeira colocação foi Unfinished Business dos rapper's Jay-Z e R. Kelly

## Estatísticas

### Albuns que ficaram mais semanas na primeira colocação
- 19 semanas - Recovery de Eminem
- 16 semanas - Take Care de Drake
- 15 semanas - The Marshall Mathers LP 2 de Eminem
- 13 semanas - Paper Trail de T.I.
- 13 semanas - The Heist de Macklemore & Ryan Lewis
- 10 semanas - The Blueprint 3 de Jay-Z